# Marstall (München)

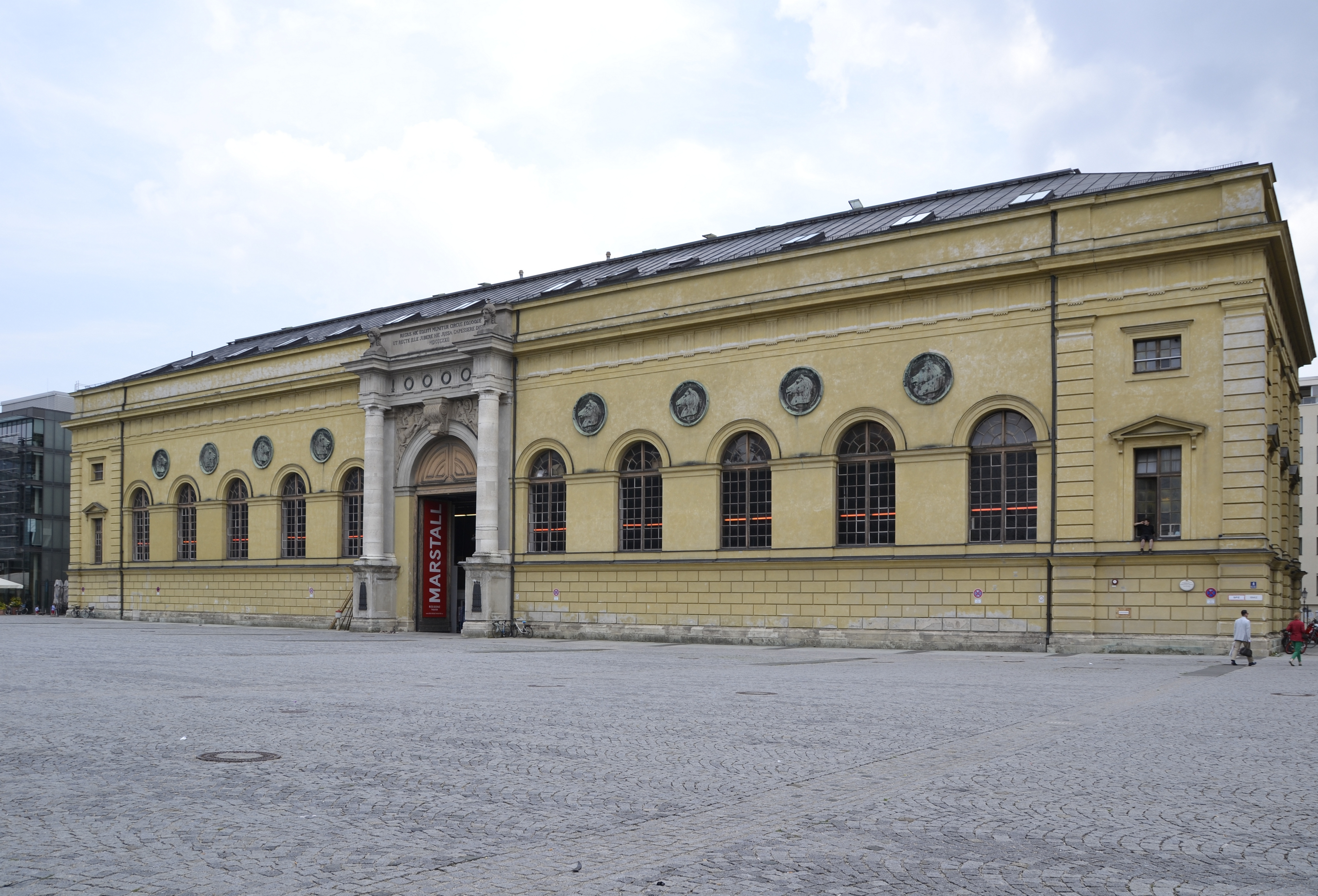
Marstall

Der Marstall, auch ehemalige Hofreitschule und Marstall genannt, befindet sich am Marstallplatz im Bezirk Altstadt-Lehel der bayerischen Landeshauptstadt München. Das klassizistische Gebäude wurde 1817 bis 1822 von Leo von Klenze errichtet und steht unter Denkmalschutz.

## Baugeschichte

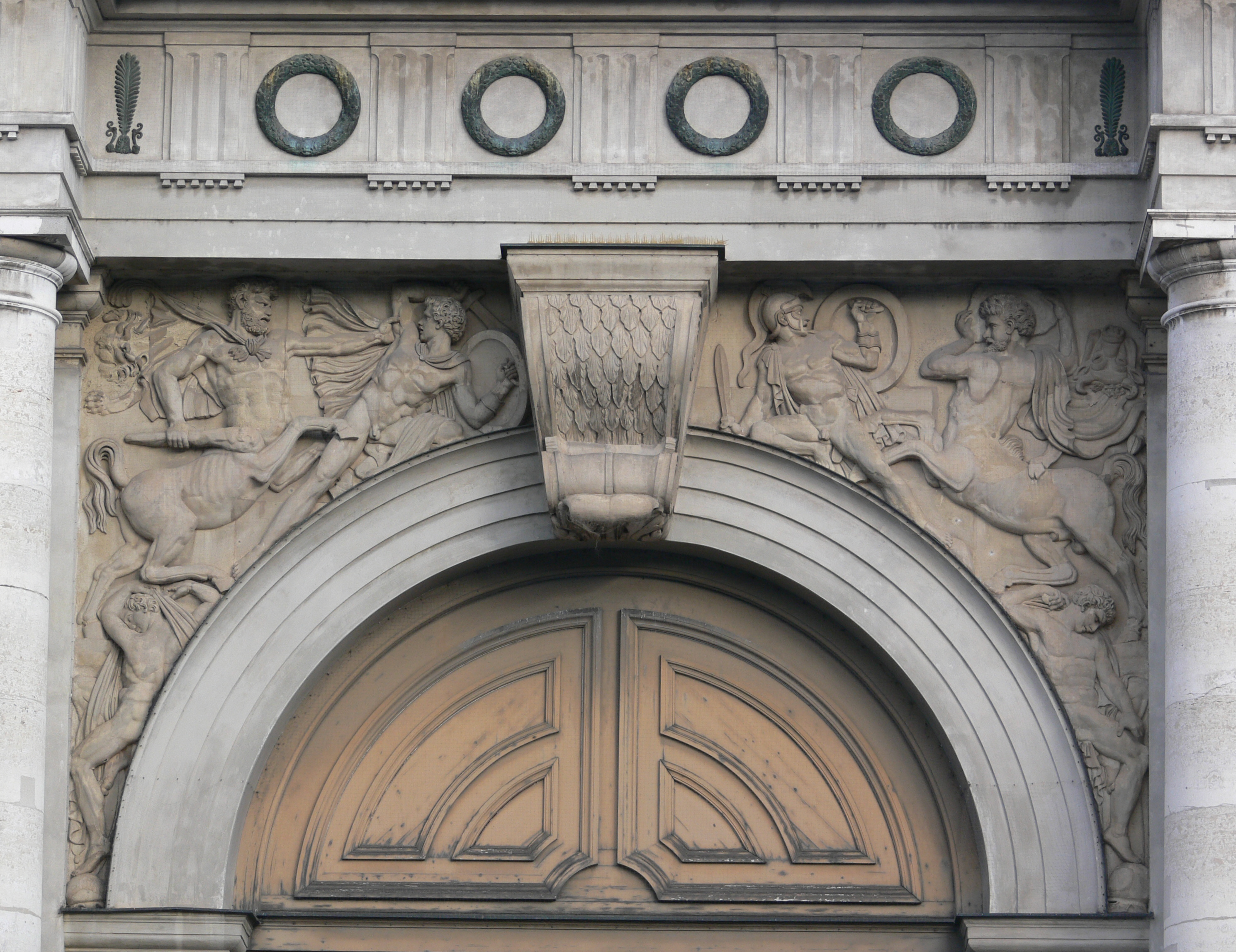
Relief Kampf der Zentauren und Lapithen

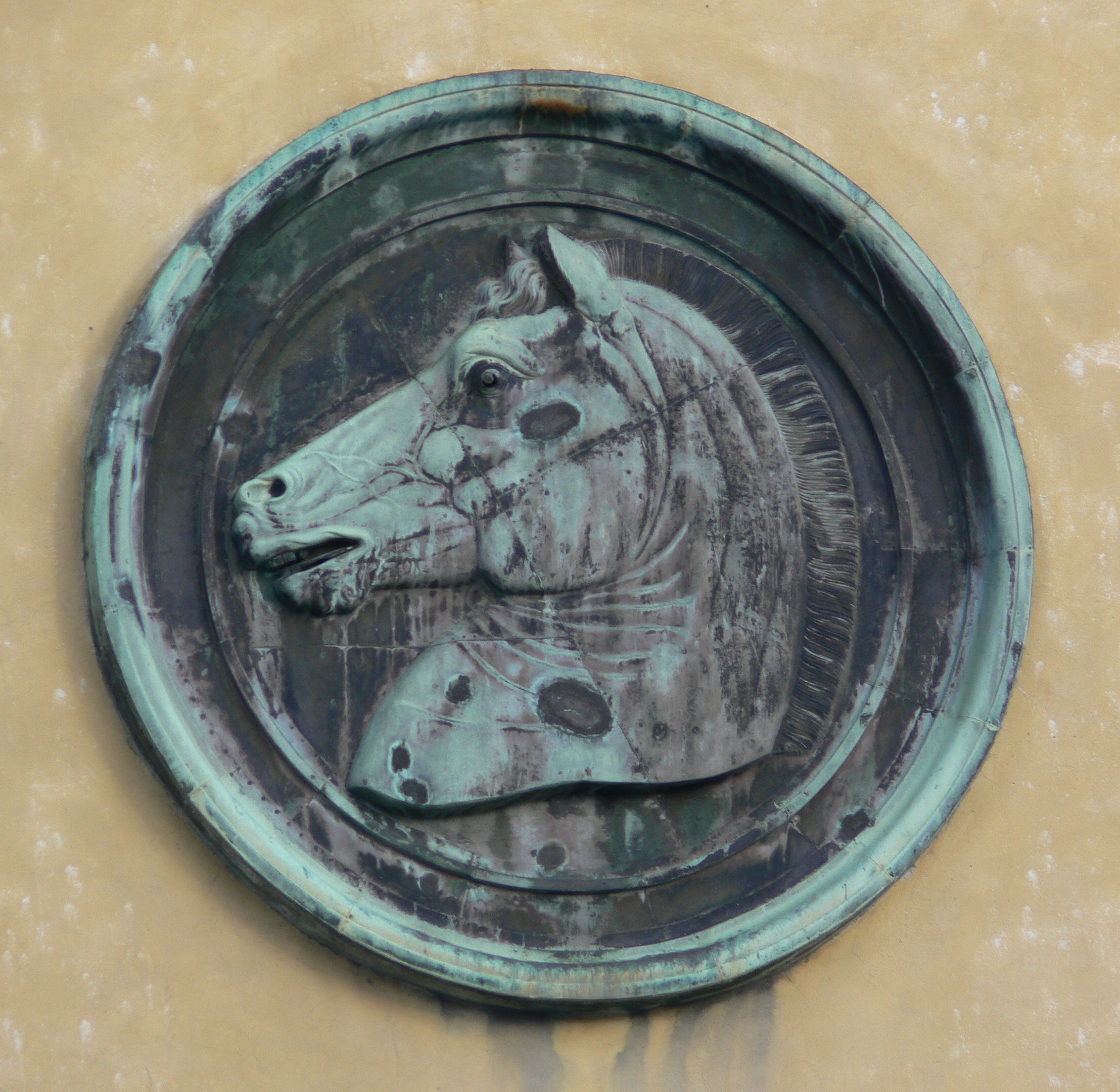
Medaillon Pferdekopf

Beim heute als Marstall bezeichneten Gebäude handelt sich eigentlich um die ehemalige Hofreitschule; die L-förmigen Nebengebäude, die ursprünglich den Marstall beherbergten, wurden im Zweiten Weltkrieg zerstört bzw. die Ruinen in den 1990er-Jahren abgerissen.
Der klassizistische Bau wurde unter dem Oberststallmeister von Kesling in den Jahren 1817 bis 1822 von Leo von Klenze als Ersatz für das vormalige Turnierhaus errichtet, bei einem Luftangriff vom 24.–25. April 1944 während des Zweiten Weltkrieges weitgehend zerstört und 1969/70 unter Wahrung der äußeren Formen wiederaufgebaut. Der Bau mit dem monumentalen Rundbogenportal, bekrönt mit Büsten von Kastor und Pollux, gilt als eines der reifsten Frühwerke Klenzes. Der plastische Schmuck, bestehend aus acht Bronze-Medaillons mit Pferdeköpfen zwischen den Fensterarchivolten und einem Stein-Relief mit dem Kampf der Zentauren und Lapithen in den Portalzwickeln, ist ein Werk Johann Martin von Wagners.
Außer dem heute als Marstall bezeichneten Gebäude verfügte München noch über einen „alten“ Marstall unmittelbar südlich des Nationaltheaters, errichtet ab ca. 1580 (dem Jahr, in dem der erste Oberststallmeister berufen wurde), den hier beschriebenen „neuen“ Marstall, der das Reitschulgebäude auf beiden Seiten und L-förmig flankierte (plus Remisen auf der gegenüberliegenden Seite der Marstallstraße), den Marstall im Schloss Nymphenburg, der heute das oben erwähnte Marstallmuseum birgt, sowie einen weiteren Marstall am Schloss Lustheim, von dem nur noch ein einziges Gebäude (der Schöne Stall) erhalten ist, das lediglich Platz für ca. 16 Pferde bot, und Stallungen im Alten Schleißheimer Schloss.

## Nutzungsgeschichte

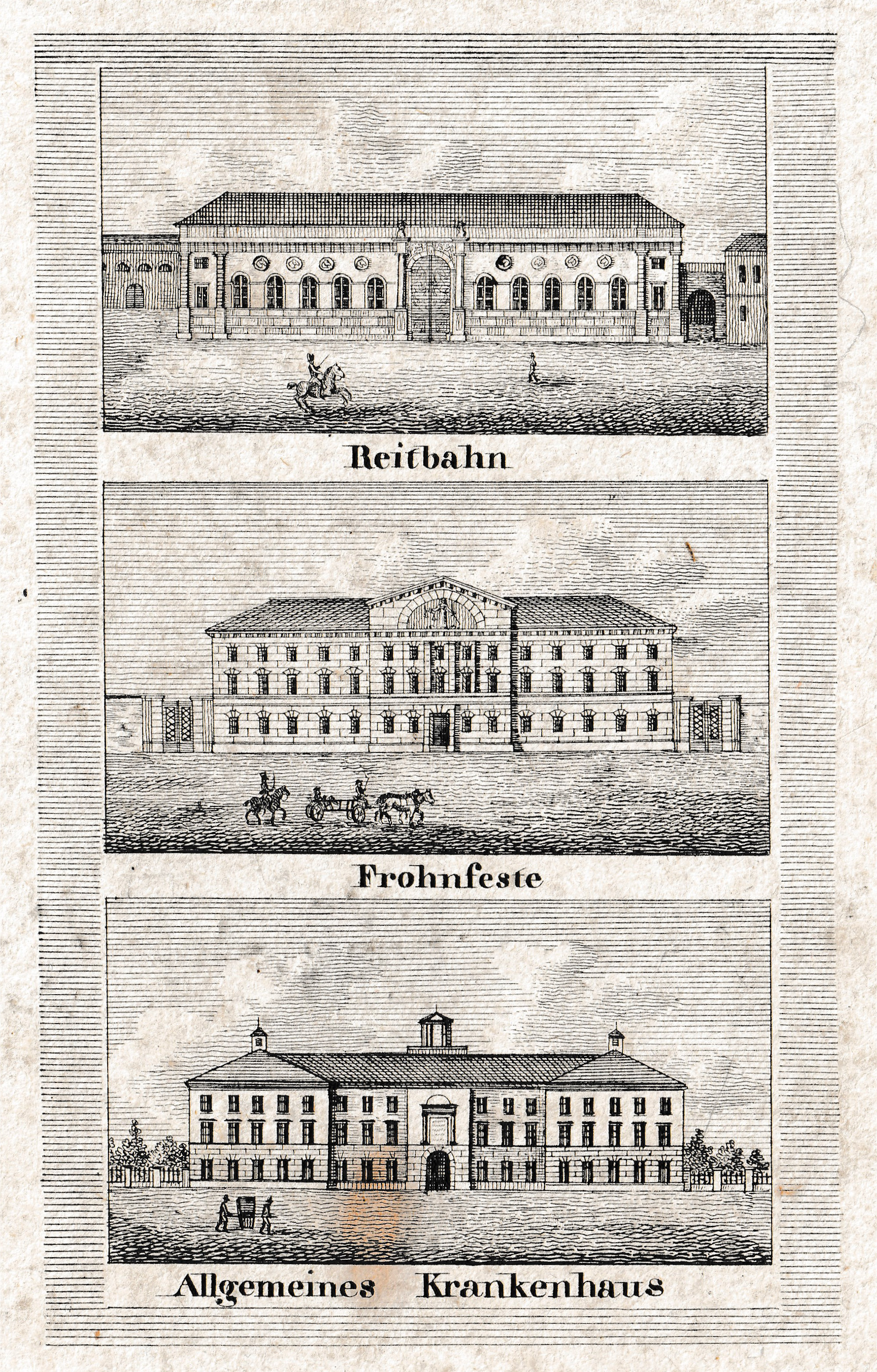
Historische Darstellung (oben)

Der königliche Marstall verfügte über eine beachtliche Zahl an Mitarbeitern, über die Zeit schwankend mit der Bedeutung Bayerns. Zum reitenden Personal können in hierarchischer Reihe gezählt werden: Oberststallmeister, Vizestallmeister bzw. adelige(r) Stallmeister (beide Positionen waren in der Geschichte nicht immer vorhanden), ggfs. Stallmeister (einige Stallmeister waren vorher Oberbereiter), Oberbereiter, Bereiter und Bereiterscholaren. Der Fahrzeugbestand lag am Ende der Monarchie 1918 bei ca. 300; einige davon in nicht mehr fahrtauglichem Zustand. Zuletzt wurden auch Kraftfahrzeuge vom Marstall verwaltet.
Von 1923 bis 1940 befand sich hier das Marstallmuseum, das heute im Südflügel des Nymphenburger Schlosses untergebracht ist. Auf Betreiben von Christian Weber wurde das Gebäude danach von der Staatsoper übernommen. Heute dient der Marstall als Kulissenhaus, Werkstättengebäude und Studienbühne des Residenztheaters. 2007 gewannen Schultes Frank Architekten einen Wettbewerb für einen Umbau des Marstalls zum Konzertsaal. Die Pläne wurden von der bayerischen Staatsregierung jedoch später aufgegeben.